# Глейзер, Пол Майкл
Пол Майкл Гле́йзер (англ. Paul Michael Glaser; род. 25 марта 1943, Кембридж, Массачусетс, США) — американский актёр кино и телевидения, кинорежиссёр и кинопродюсер. Наиболее известен зрителю исполнением роли детектива Дэвида Старски в телесериале «Старски и Хатч» (1975—1979).

## Биография
Пол Манфред Глейзер (позднее сменил среднее имя на Майкл) родился 25 марта 1943 года в городе Кембридж (штат Массачусетс, США) в еврейской семье. Отец — Сэмюэль Глейзер, архитектор, мать — Дороти, двое старших братьев. Пол учился в средней школе Buckingham Browne & Nichols, затем в старшей школе The Cambridge School of Weston, высшее образование получил в Тулейнском университете (магистр по специальностям «Английский язык» и «Театр», 1966 год). В 1967 году получил ещё одну степень магистра («Актёрское мастерство и режиссура») в Колледже изящных искусств Бостонского университета. Член братства Сигма Альфа Мю.
В 1967 году играл роль стражника в «Гамлете» в постановке «Общественного театра», а в 1969—1972 годах — на Бродвее в постановке «Бабочки свободны».
Впервые на телеэкранах Пол появился в 1967 году в сериале «Любовь — это очень сверкающая штука», а в 1971 году состоялся дебют актёра на широком экране — в фильме «Скрипач на крыше». С 1977 года Пол Глейзер также занимается режиссурой, с 1991 года — продюсерской деятельностью, кроме того в 1979 и 1996 годах дважды выступил как сценарист.
Председатель фонда Elizabeth Glaser Pediatric AIDS Foundation, основанного его первой женой, с 1994 по 2002 год, в дальнейшем — «почётный председатель».
Кроме работ в театре и кино, Пол также занимается фотографией, пишет стихи и детские повести.

### Личная жизнь
Впервые 37-летний Пол Глейзер женился 24 августа 1980 года на ВИЧ-активистке и адвокате по детским делам Элизабет Мейер (1947—1994). Их брак продлился 14 лет, Элизабет умерла в возрасте 47 лет от СПИДа, которым заразилась 13 лет до того в результате переливания крови во время родов их первого общего ребёнка. От этого брака остались двое детей: Ариэль (1981—1988) и Джейк (род. 1984) — оба больны ВИЧ. Элизабет Глейзер — основательница фонда Elizabeth Glaser Pediatric AIDS Foundation (работает с 1988 года).
Второй раз 53-летний Глейзер женился 24 ноября 1996 года на кинопродюсере Трейси Бэрон (род. 1962), но в 2007 году последовал развод. От этого брака осталась дочь Зоуи (род. 1997).

## Избранная фильмография

### Актёр
Широкий экран
- 1971 — Скрипач на крыше / Fiddler on the Roof — Перчик, революционер
- 1972 — Бабочки свободны / Butterflies Are Free — Ральф
- 1980 — Фобия / Phobia — доктор Питер Росс
- 2003 — Любовь по правилам и без / Something's Gotta Give — Дейв
- 2004 — Убойная парочка: Старски и Хатч / Starsky & Hutch — оригинальный детектив Дэвид Майкл Старски
- 2007 — Смерть в эфире / Live! — президент телеканала
- 2010 — LEGO Приключения Клатча Пауэрса / Lego: The Adventures of Clutch Powers — Кджелд Плейуэлл (озвучивание)

Телевидение
- 1967 — Любовь — это очень сверкающая штука[англ.] / Love Is a Many Splendored Thing — доктор Питер Чернак № 1
- 1967—1968 — Доктора́[англ.] / The Doctors — Ноэль (в 7 эпизодах)
- 1975—1979 — Старски и Хатч / Starsky & Hutch — детектив Дэвид Майкл Старски (в 92 эпизодах)
- 1976 — Великий Гудини[англ.] / The Great Houdini — Гарри Гудини
- 1983 — Подожди, пока мама доберётся домой[англ.] / Wait till Your Mother Gets Home! — Боб Питерс, учитель физкультуры и тренер по футболу старшей школы
- 1983 — Принцесса Дейзи / Princess Daisy — Фред Норт
- 1984 — Атака на страх[англ.] / Attack on Fear — Дейв Митчелл, владелец малотиражной газеты The Point Reyes Light[англ.]
- 2004 — Третья смена / Third Watch — капитан полиции Джек Стипер (в 3 эпизодах)
- 2009 — Менталист / The Mentalist — Уолтер Крю (в 2 эпизодах)
- 2013—2014 — Рэй Донован / Ray Donovan — Алан (в 3 эпизодах)

### Режиссёр
- 1977—1979 — Старски и Хатч / Starsky & Hutch — 5 эпизодов
- 1984 — Амазонки[англ.] / Amazons
- 1984—1985 — Полиция Майами / Miami Vice — 3 эпизода
- 1985 — Другой мир[англ.] / Otherworld — 1 эпизод
- 1986 — Сплочённые[англ.] / Band of the Hand
- 1987 — Удивительные истории / Amazing Stories — 1 эпизод
- 1987 — Бегущий человек / The Running Man
- 1992 — Золотой лёд / The Cutting Edge
- 1994 — Непобедимый дикарь[англ.] / The Air Up There
- 1996 — Джинна вызывали?[англ.] / Kazaam
- 2001, 2003 — Справедливая Эми / Judging Amy — 2 эпизода
- 2002 — Агентство[англ.] / The Agency — 3 эпизода
- 2002—2003 — Убойный отдел[англ.] / Robbery Homicide Division — 3 эпизода
- 2003 — Мистер Стерлинг[англ.] / Mister Sterling — 1 эпизод
- 2003 — Логово льва[англ.] / The Lyon's Den
- 2004—2005 — Третья смена / Third Watch — 2 эпизода
- 2005, 2007—2008 — Лас-Вегас / Las Vegas — 5 эпизодов
- 2006 — Последний рубеж[англ.] / E-Ring — 1 эпизод
- 2007 — Детектив Рейнс / Raines — 1 эпизод
- 2008 — Мыслить как преступник / Criminal Minds — 1 эпизод

### Продюсер
- 1991 — Двойной удар / Double Impact
- 1996 — Джинна вызывали?[англ.] / Kazaam
- 2003 — Евангелие от Лу / The Gospel of Lou (продюсер-консультант)
- 2010—2014 — Бассейн с акулами[англ.] / Shark Tank (ассоциированный продюсер, 77 эпизодов)

### Сценарист
- 1979 — Старски и Хатч / Starsky & Hutch — 1 эпизод
- 1996 — Джинна вызывали?[англ.] / Kazaam

## Награды и номинации
С полным списком кино-наград Пола Майкла Глейзера можно ознакомиться на сайте IMDB
- 1978 — «Золотое яблоко» в категории «Кислое яблоко» — победа.
- 1978 — Bravo Otto в категории «Лучший актёр-телезвезда» — победа.
- 1979 — Bravo Otto в категории «Лучший актёр-телезвезда» — II место.
- 1985 — Прайм-таймовая премия «Эмми» в категории «Лучшая режиссура драматического сериала» за эпизод «Блюз контрабандиста» сериала «Полиция Майами» — номинация.
- 1986 — Премия Гильдии режиссёров Америки в категории «Лучшее режиссёрское достижение в драматическом сериале (ночь)» за эпизод «Блюз контрабандиста» сериала «Полиция Майами» — номинация.
- 2004 — MTV Movie Awards в категории «Лучшее камео» за роль в фильме «Убойная парочка: Старски и Хатч» — номинация.